# Strike Commander
Strike Commander è un simulatore di volo sviluppato dalla Origin Systems e pubblicato da Electronic Arts nel 1993 per sistemi MS-DOS.